# Могсохон
Могсохон (рос. Могсохон) — улус Кіжингинського району, Бурятії Росії. Входить до складу Сільського поселення Могсохонський сомон.
Населення — 1026 осіб (2015 рік).